# Грабина
Грабина (укр. Грабина) — село в Бусской городской общине Золочевского района Львовской области Украины.
Население по переписи 2001 года составляло 68 человек. Занимает площадь 0,42 км². Почтовый индекс — 80525. Телефонный код — 3264.